# Hilde Levi
Hilde Levi (n. 9 mai 1909 – d. 26 iulie 2003) a fost o fiziciană germano-daneză, pionieră a utilizării izotopilor radioactivi în biologie și în medicină, în special a tehnicilor datării cu radiocarbon și autoradiografiei. Spre sfârșitul vieții, a devenit istoric al științelor și a publicat o biografie a lui George de Hevesy.
Născută într-o familie evreiască nereligioasă din Frankfurt, Germania, Levi a fost admisă la Universitatea din München în 1929. Și-a făcut studiile de doctorat la Institutul Kaiser Wilhelm de Chimie Fizică și Electrochimie din Berlin-Dahlem, scriindu-și teza despre spectrele halogenurilor metalelor alcaline, sub supravegherea lui Peter Pringsheim⁠(de)[traduceți] și Fritz Haber. Când l-a obținut în 1934, Partidul Nazist ajunsese la putere în Germania, iar evreii nu mai puteau fi angajați în posturi academice. Ea a plecat în Danemarca, unde a găsit un post la Institutul Niels Bohr de Fizică Teoretică de la Universitatea din Copenhaga. Lucrând cu James Franck și George de Hevesy, ea a publicat mai multe articole științifice despre utilizarea substanțelor radioactive în biologie.
Când naziștii au început să-i adune pe evreii danezi în septembrie 1943, Levi a fugit în Suedia, unde a lucrat pentru biologul John Runnström la Institutul Wenner-Gren de Biologie Experimentală din Stockholm. După sfârșitul războiului, s-a întors în Danemarca pentru a lucra la Laboratorul Zoofiziologic din Copenhaga. Ea a petrecut anul academic 1947–1948 în Statele Unite, unde a învățat tehnicile recent descoperite de datare cu radiocarbon și autoradiografie, pe care le-a introdus în Europa. S-a pensionat de la Laboratorul Zoofiziologic în 1979, dar a colaborat cu Arhivele Niels Bohr, unde a colectat documente ale lui de Hevesy, publicând în cele din urmă o biografie a lui.

## Primii ani
Hilde Levi s-a născut la Frankfurt, Germania, la 9 mai 1909, fiica lui Adolf Levi, director de vânzări al unei companii metalurgice, și a soției sale Clara (născută Reis), fiica unui tipograf. Hilde a avut un frate mai mare, pe nume Edwin. Era o muziciană talentată, și a învățat să cânte la pian la o vârstă fragedă. Vara, ea asculta la casa de vară a verilor ei din Bavaria interpretări ale unor muzicieni ca Elisabeth Schumann și Richard Strauss.
Deși erau etnici evrei, familia Levi nu practica religia și nu făcea parte din comunitatea evreiască, dar când a fost înscrisă la Școala Victoria (astăzi Școala Bettina) din Frankfurt, religia ei a fost trecută ca „evreiască”. Educația religioasă era obligatorie, astfel că a fost obligată să participe la lecțiile unui rabin local. În curând, s-a revoltat împotriva acestei obligativități, și le-a spus părinților că nu mai dorește să participe la aceste lecții. A ajuns să respingă religia formală.
La liceu, Levi a hotărât că dorește să devină om de știință. Ultimul an de studii a fost dedicat unui proiect de fizică pe tema spectrelor și fotografiei, subiect ce i-a devenit Oberreal Abiturium. A fost singura fată din promoția ei care s-a specializat în fizică. După absolvire, în aprilie 1928, tatăl ei a trimis-o șase luni în Anglia să învețe limba engleză și bunele maniere. A fost admisă la Universitatea din München în 1929, unde a participat la cursurile lui Arnold Sommerfeld. Pentru doctorat, tatăl ei a reușit să obțină acceptarea ei la Institutul Kaiser Wilhelm pentru Chimie Fizică și Electrochimie de la Berlin-Dahlem, unde și-a scris teza pe tema spectrelor halogenurilor metalelor alcaline, sub supravegherea lui Peter Pringsheim⁠(de)[traduceți] și Fritz Haber.

## Regimul nazist
Când Levi și-a obținut doctoratul în 1934, Partidul Nazist ajunsese la putere în Germania. Conducătorii ei de doctorat plecaseră în exil, iar evreii nu mai puteau fi angajați în posturi academice. Ramura daneză a Federației Internaționale a Femeilor Universitare a ajutat-o însă pe Levi să găsească un post la Institutul Niels Bohr de Fizică Teoretică de la Universitatea din Copenhaga din Danemarca. Niels Bohr l-a întrebat pe James Franck, un alt refugiat din Germania, dacă o cunoaște pe Levi, și dacă ar fi dispus să o aibă ca asistentă. Franck a răspuns că nu o cunoaște personal, dar că îi cunoaște teza de doctorat, pe care a lăudat-o.
S-a logodit în 1934 cu fizicianul Hans Bethe. Cei doi se cunoșteau din 1925. Mama acestuia,  evreică covertită la protestantism, s-a opus căsătoriei fiului ei cu o evreică iar logodna a fost ruptă cu doar câteva zile înainte de data fixată pentru cununie. Hotărârea lui Bethe i-a surprins pe Franck și pe Bohr. Deși fizician eminent, Bethe nu avea să mai fie invitat să viziteze Institutul Niels Bohr decât după al Doilea Război Mondial. Levi nu s-a căsătorit niciodată, dar s-a împrietenit cu mulți fizicieni care au vizitat Institutul, între care Otto Frisch, George Placzek, Rudolf Peierls, Leon Rosenfeld, Edward Teller și Victor Weisskopf.
Levi a lucrat ca asistentă a lui Franck, publicând împreună cu el două articole despre fluorescența clorofilei, până când acesta a plecat din Danemarca în Statele Unite în 1935. Apoi, a devenit asistenta fizico-chimistului maghiar George de Hevesy. Recenta descoperire a radioactivității induse și ulterior crearea unor izotopi radioactivi cu durată scurtă de existență au deschis calea unor noi utilizări ale substanțelor radioactive în biologie, pe care le-a explorat împreună cu de Hevesy, publicând împreună mai multe articole. Universitatea din Berlin i-a anulat în 1938 doctoratul. În aprilie 1940, germanii au ocupat Danemarca. Când naziștii au început în septembrie 1943 să-i strângă pe evreii danezi, Levi a fost una dintre miile de evrei care au fugit în Suedia. Tot restul războiului, a lucrat pentru biologul John Runnström la Institutul Wenner-Gren de Biologie Experimentală din Stockholm.

## Ultimii ani
După terminarea războiului, de Hevesy a ales să rămână în Suedia, iar Bohr să renunțe la cercetările biologice de la Institut și să se concentreze din nou pe fizică. Levi a acceptat un post la Laboratorul Zoofiziologic din Copenhaga, în subordinea lui August Krogh, care, ca și Bohr, obținuse un Premiu Nobel. A petrecut anul academic 1947–1948 în Statele Unite ca membră al Asociației Americane a Femeilor Universitare. Acolo, ea a aflat de la Willard Libby la Universitatea din Chicago despre tehnica datării cu radiocarbon, recent descoperită de acesta. Ea a dezvoltat o nouă tehnică de autoradiografie în timp ce lucra pentru Comisia de Energie Atomică a Statelor Unite la Universitatea din Rochester, în Rochester, New York.
La revenirea în Danemarca, a lucrat la Muzeul Național al Danemarcei din Copenhaga la dezvoltarea de echipamente de datare cu radiocarbon. Rezultatele sale au fost puse la încercare în 1951, la datarea Omului din Grauballe. Autoradiografia a fost utilizată apoi de către Institutul Finsen pentru a investiga efectele agentului de radiocontrast thorotrast. Levi a fost consultantă la Comisia Națională de Sănătate a Danemarcei între 1952 și 1970.
Levi s-a pensionat de la Laboratorul Zoofiziologic în 1979, dar s-a implicat apoi într-un proiect al Arhivelor Niels Bohr, unde a strâns documente ale lui de Hevesy. Rezultatul muncii ei a fost o biografie a lui Hevesy, publicată în 1985. În acel an, a organizat Expoziția Centenară Niels Bohr la Primăria Copenhaga. În 2001, Universitatea Humboldt din Berlin, a onorat-o, împreună cu alți studenți care fuseseră exmatriculați în 1933. A murit la Copenhaga la 26 iulie 2003.